# Астрильд-мурахоїд рудогрудий
Астри́льд-мурахоїд рудогрудий (Parmoptila jamesoni) — вид горобцеподібних птахів родини астрильдових (Estrildidae). Мешкає в Центральній Африці. Раніше вважався підвидом червонолобого астрильда-мурахоїда, однак у 2003 році був визнаний окремим видом.

## Опис

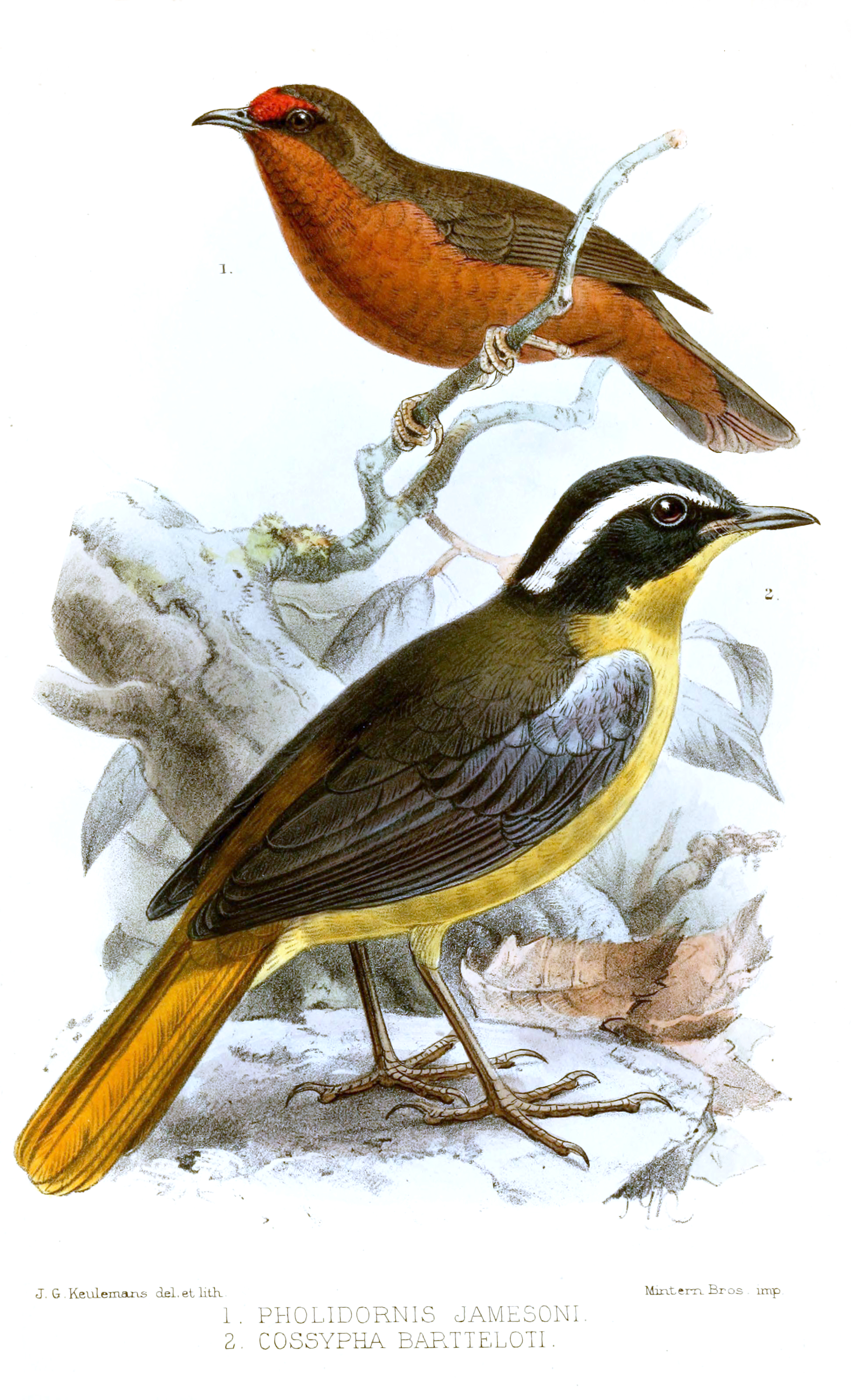
Самець рудогрудого астрильда-мурахоїда (зверху) і синьоплечий золотокіс (знизу)

Довжина птаха становить 11-12 см, вага 9,5 г. У самців лоб червоний, щоки, горло і решта нижньої частини тіла рудувато-коричневі, верхня частина голови і решта верхньої частини тіла оливково-коричневі, надхвістя і хвіст більш темні. Від дзьоба до очей ідуть тонкі темно-коричневі смуги. У самиць червона пляма на лобі відсутня, передня частина голови у них повністю рудувато-коричнева. Нижня частина тіла сірувато-коричнева, пера на ній мають темні краї, що формують характерний лускоподібний або смугастий візерунок. Очі червонувато-карі, дзьоб чорнуватий, лапи тілесного кольору.

## Поширення і екологія
Рудогруді астрильди-мурахоїди мешкають на півночі Демократичної Республіки Конго, в горах Альбертінського рифту на заході Уганди і в лісі Мінзіро на північному заході Танзанії. Вони живуть в підіску вологих рівнинних і заболочених тропічних лісів, часто поблизу водойм. Зустрічаються поодинці, парами або невеликими сімейними зграйками. Живляться переважно мурахами, яких шукають на деревах, серед гілок, листя і кори. Гніздо кулеподібне, велике (діаметром до 30 см), розміщується на гілках невисоких дерев. В кладці 3-4 білих яйця.